# Lyndsie Fogarty
Lyndsie Fogarty (Brisbane, 17 d'abril de 1984) és una esportista australiana que va competir en piragüisme en la modalitat d'aigües tranquil·les.
Va participar en els Jocs Olímpics de Pequín 2008, obtenint una medalla de bronze en la prova de K4 500 m.

## Palmarès internacional
| Jocs Olímpics | Jocs Olímpics             | Jocs Olímpics | Jocs Olímpics |
| Any           | Lloc                      | Medalla       | Competició    |
| ------------- | ------------------------- | ------------- | ------------- |
| 2008          | Pequín ( R.P. de la Xina) | 3             | K4 500 m      |